# Bengt Edenfalk

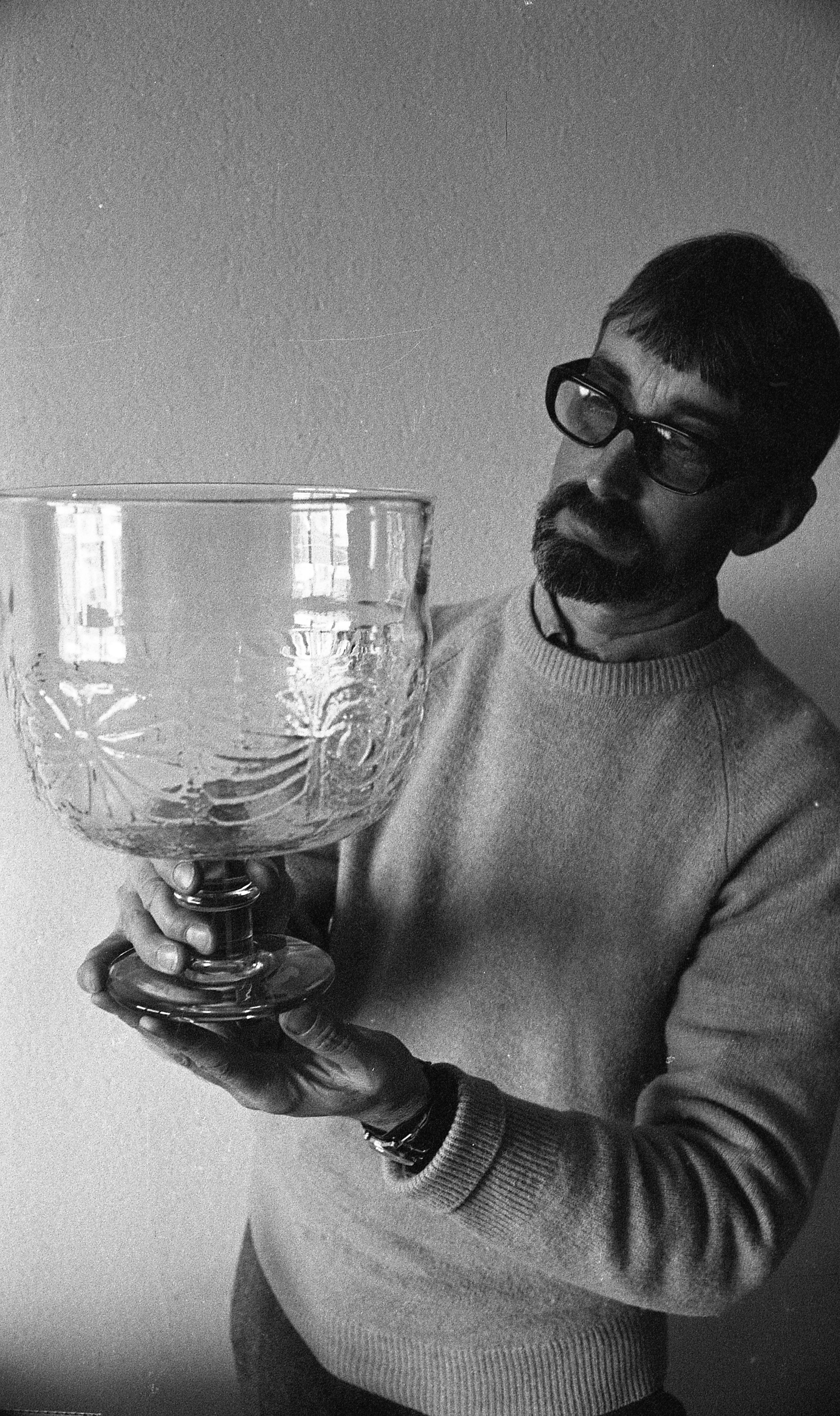
Bengt Edenfalk med skålen Dalom, 1969.

Karl Bengt Eugén Edenfalk, född 19 december 1924 i Karlskrona, död 11 augusti 2016 i Laholm, var en svensk glasformgivare, målare, grafiker och skulptör. 
Bengt Edenfalk tog studenten 1945 och praktiserade sedan hos Edward Hald på Orrefors glasbruk. Han utbildade sig vid Konstfackskolan i Stockholm 1947-52. Han var 1952-78 Skrufs glasbruks första konstnärliga formgivare. Där ritade han fler än 70 olika serviser. Han formgav bland andra serviserna Corona, Skandia, Old Sweden, Puck och Bellman. Han arbetade på Kosta Boda 1978-89. Därefter som fristående på Strömbergshyttan och i Wilke Adolfssons studioglashytta i Orrefors. Edenfalk finns representerad vid bland annat Nationalmuseum i Stockholm.

## Offentliga verk i urval
- Klaravagnen, 142 meter lång glasmosaik utmed perrongvägg, T-Centralen i Stockholm, 1958 (tillsammans med Erland Melanton)[3][4]
- Mosaikvägg, Pappersskolan, Markaryd.